# Yuzo Minami
Yuzo Minami (南 祐三 Minami Yuzo?), född 17 november 1983 i Saitama prefektur, är en japansk före detta fotbollsspelare.
Minami började sin karriär 2002 i Urawa Reds. 2006 flyttade han till Ehime FC. Han spelade 39 ligamatcher för klubben. Efter Ehime FC spelade han för V-Varen Nagasaki. Han avslutade karriären 2010.